# Carl Friedrich Naumann
Georg Amadeus Carl Friedrich Naumann (Dresden, 30 de maio de 1797 — Leipzig, 26 de novembro de 1873) foi um mineralogista e geólogo alemão. Foi laureado com a medalha Wollaston de 1868, concedida pela Sociedade Geológica de Londres. A cratera Naumann na Lua foi nomeada em sua homenagem.

## Vida
Naumann nasceu em Dresden, filho de um distinto músico e compositor. Recebeu sua educação inicial em Pforta, estudou em Freiberg sob orientação de Werner, e posteriormente em Leipzig e Jena. Formou-se em Jena e dedicou-se ao ensino em 1823 naquela cidade e em 1824 em Leipzig. Em 1826, sucedeu Mohs como professor de cristalografia, em 1835 tornou-se também professor de geognosia na Freiberg; e em 1842 foi nomeado professor de mineralogia e geognosia na Universidade de Leipzig. Em Freiberg, foi encarregado da preparação de um mapa geológico da Saxônia, que realizou com a ajuda de Bernhard von Cotta em 1846.
Naumann era um homem de conhecimento enciclopédico, lúcido e fluente como professor. No início de sua vida (1821-1822), viajou pela Noruega, e suas observações sobre aquele país, e suas subsequentes publicações sobre cristalografia, mineralogia e geologia. Seus esboços foram admirados por Caspar David Friedrich e Carl Gustav Carus, que os copiaram para usar como material para suas pinturas. Em 1869, foi eleito membro da Sociedade Filosófica Americana. Foi eleito Membro Honorário Estrangeiro da Academia Americana de Artes e Ciências em 1873. Faleceu em Leipzig naquele mesmo ano.
Ele publicou Beiträge zur Kenntniss Norwegens (2 vols., 1824); Lehrbuch der Mineralogie (1828); Lehrbuch der reinen und angewandten Krystallographie (2 vols. e atlas, 1830); Elemente der Mineralogie (1846; ed. 9, 1874; a 10ª ed. por F. Zirkel, 1877); e Lehrbuch der Geognosie (2 vols. e atlas, 1849-1854, ed. 2, 1858-1872). Publicou Elemente der theoretischen Krystallographie (1856) no qual introduziu o termo enantiômero.

## Obras
- "Beitrage zur Kenntniss Norwegens" (2 volumes, 1824)
- "Lehrbuch der Mineralogie" (1828)
- " Lehrbuch der reinen und ange wandten Krystallographie" (2 volumes, 1830)
- "Elemente dn Mineralogie" (1846, 10ª edição 1877)
- "Lehrbuch der Geognosie" (2 volumes, 1849-1854, 2ª edição 1858-1872).Referências

1. 1 2 3  Chisholm 1911.
2. ↑  Verwoert, Jan (6 junho 2003). «Expedition Art». Frieze (76)
3. ↑  «APS Member History». search.amphilsoc.org. Consultado em 26 abril 2021
4. ↑  «Book of Members, 1780–2010: Chapter N» (PDF). American Academy of Arts and Sciences. Consultado em 23 setembro 2016
5. ↑  Naumann, Carl Friedrich (1856). Elemente der theoretischen Krystallographie (em alemão). [S.l.]: Wilhelm Engelmann. p. 104. Consultado em 7 fevereiro 2025. Cópia arquivada em 18 agosto 2008
6. ↑  Gal, Joseph (fevereiro 2007). «Carl Friedrich Naumann and the introduction of enantio terminology: A review and analysis on the 150th anniversary». Chirality. 19 (2): 89–98. PMID 17096375. doi:10.1002/chir.20314

- Este artigo incorpora texto  (em inglês) da Encyclopædia Britannica (11.ª edição), publicação em domínio público.